# Степанов, Владимир Севастьянович
Влади́мир Севастья́нович Степа́нов (21 марта 1927, д. Ковгора, Кондопожский район, Автономная Карельская ССР, РСФСР, СССР — 14 июня 2022, Москва, Россия) — советский государственный и партийный деятель, дипломат, чрезвычайный и полномочный посол.

## Биография
Родился 21 марта 1927 года в деревне Ковгора Кондопожского района Карельской АССР. По национальности карел.
Окончил Московский государственный институт международных отношений МИД СССР в 1950 году. Назначен директором Центра лекционного бюро Комитета по делам культурно-просветительских учреждений при Совете Министров Карело-Финской ССР.
Член ВКП(б) с 1952 года. В 1952 году избран секретарём ЦК ЛКСМ Карело-Финской ССР. В 1955—1958 годах — председатель колхоза «Ленинский путь» Кондопожского района Карельской АССР.
Окончил Академию общественных наук при ЦК КПСС в 1961 году. Кандидат исторических наук.
- В 1961—1963 годах — секретарь Карельского областного комитета КПСС.
- В 1963—1970 годах. — резидент КГБ в Хельсинки, прикрытие — советник посольства СССР в Финляндии[1],
- В 1970—1973 годах — слушатель АОН при ЦК КПСС.
- В 1973—1979 годах — чрезвычайный и полномочный посол СССР в Финляндии.
- В 1979—1984 годах — первый заместитель председателя Совета министров Карельской АССР.
- С января по апрель 1984 года — секретарь Карельского областного комитета КПСС.
- В 1984—1989 годах — первый секретарь Карельского областного комитета КПСС.

Депутат Верховного Совета СССР 11 созыва (1984—1989). Делегат XXV и XXVII съездов КПСС.
В 1986—1990 годах — член ЦК КПСС.
Кавалер высшего ордена Финляндии — Большой Крест со Звездой.
Скончался 14 июня 2022 года в Москве на 96-м году жизни.
Похоронен 17 июня на Троекуровском кладбище .